# كما رأينا على شاشة التلفزيون

شعار نموذجي

" كما شاهدت على شاشة التلفزيون " عبارة عامة للمنتجات التي يتم الإعلان عنها على شاشة التلفزيون في الولايات المتحدة من خلال الطلب ‑ عبر البريد من خلال رقم هاتف مجاني . الإعلانات التي تظهر على شاشة التلفزيون ، والمعروفة باسم الإعلانات التجارية ، هي عادة عروض مدتها 30 دقيقة أو فقرات مدتها دقيقتان أثناء الفواصل التجارية. يمكن أن تتراوح هذه المنتجات من منتجات المطبخ والمنزل والسيارات والتنظيف والصحة والجمال والعناية بالحيوانات الأليفة، إلى منتجات التمارين الرياضية واللياقة البدنية والكتب أو الألعاب للأطفال. عادة ما تتضمن عبوة هذه العناصر ختما أحمر على شكل شاشة تلفزيون CRT مع عبارة "كما هو موضح على التلفزيون" باللون الأبيض.
من بين المسوقين البارزين لمنتجات As Seen on TV هي As Seen على التلفزيون، Inc.، Time Life، Space Bag، K-tel، Ronco، و Thane. هناك أيضاً متاجر التجزئة من الطوب والعفن والمتاجر في الإنترنت التي تبيع خصيصاً كما هو مشهد على منتجات التلفزيون. 
في عام 1996، انتقلت "كما هومبين على التلفزيون" إلى التجزئة، وفقاً لـ A. J. Khubani، الرئيس التنفيذي لـ Telebrands، والذي صمم شعار. 
وبعد أن شاهدنا المنتجات على شاشات التلفزيون ، وانتقلنا إلى بيعها على الإنترنت، وفي عام 2015، تم تأسيس شركة جديدة باسم As seen on TV وتم إطلاقها اول مرة كسوق متعدد البائعين، مما يسمح لمصنعي وبائعي منتجات التلفزيون ببيع مخزونهم من خلال موقعها الإلكتروني New Easy.
الشعار والعبارة الحمراء متاحة للعامة ويمكن استخدامها على العبوات او منتجات أو في الأعمال التجارية بدون رسوم وبدون انتهاك حقوق العلامة التجارية. 
استُخدمت هذه النسخة من الشعار الأحمر في إنتاج نسخة عامة من منتج "كما يُرى على التلفاز"، والذي طُوّر ليُعرف باسم "كما يُرى على التلفاز" أو "كما يُرى على التلفاز" في بعض الدول. يُمكن تسجيل هذا الشعار كعلامة تجارية في بعض المدن.